# Colombiers (Charente-Maritime)
Colombiers is een gemeente in het Franse departement Charente-Maritime (regio Nouvelle-Aquitaine) en telt 298 inwoners (2004). De plaats maakt deel uit van het arrondissement Saintes.

## Geografie
De oppervlakte van Colombiers bedraagt 7,2 km², de bevolkingsdichtheid is 41,4 inwoners per km².
De onderstaande kaart toont de ligging van Colombiers (Charente-Maritime) met de belangrijkste infrastructuur en aangrenzende gemeenten.

## Demografie
Onderstaande figuur toont het verloop van het inwonertal (bron: INSEE-tellingen).